# Alessandro Nivola
Alessandro Nivola (født 28. juni , 1972) er en amerikansk skuespiller.

## Tidligere liv
Nivola er født i Boston, Massachusetts i USA. Hans farfar var den italienske billedhugger Costantino Nivola og hans farmor var flygtning fra Tyskland. Han har en bror, Adrian, og gik på Phillips Exeter Academy, og modtog en grad i engelsk fra Yale.

## Karriere
Nivola startede sin skuespillerkarriere, mens han stadig var under uddannelse i Yale. Han spillede hovedrollen i en Seattle-produktion af Athol Fugard's Master Harold... and the Boys. Efter universitetet debuterede Nivola på Broadway i 1995 som den unge Helen Mirren's elsker i A Month in the Country. Det følgende år medvirkede han i 1996 NBC miniserien Ringen (1996) og fik sin første filmrolle som Joanna Going's veluddannede mand i Det Man Ikke Ved . Hurtigt efter det samme år fik han sit gennembrud da man oplevede ham som Nicolas Cage's paranoide skizofrene bror i John Woo's Face/Off (1997).
Nivola anvendte britisk accent i rollen som en mystisk mand fra sin tidligere kæreste Rachel Weisz's fortid i I Want You (1998), instrueret af Michael Winterbottom. Derefter medvirkede han i thrilleren Den Perfekte Plan (1999) , og igen som englænder i Patricia Rozema's filmversion af endnu en Jane Austen roman, Mansfield Park (1999). Han spillede rollen som rocksanger sammen med sin pladeproducer, spillet af Frances McDormand, i filmen Laurel Canyon (2002). Hans største og mest bemærkelsesværdige rolle hidtil er rollen som den unge, overentusiastiske, færdiguddannede elev Billy Brennan. Billy er en af Dr. Grants bedste elever, men hans naivitet over for arkæologiske fund stiger ham til hovedet, og han bringer hele redningsaktionen i fare.
Nivola var med til at repræsentere GAPs donation "For Every Generation" i 2002.
Nivola er gift med skuespillerinden Emily Mortimer; Parret har sammen en søn som er født i september 2003.

## Filmografi
- Fantasy Life (2025)
- The Room Next Door (2024)
- The Brutalist (2024)
- Kraven the Hunter (2023)
- Wildcat (2023)
- Boston Strangler (2023)
- Amsterdam (2022)
- Spin Me Round (2022)
- The Many Saints of Newark (2021)
- With/in: Volume 2 (2021)
- The Red Sea Diving Resort (2019)
- The Art of Self-Defense (2019)
- Weightless (2018)
- Ulydighed (2017)
- You Were Never Really Here (2017)
- One Percent More Humid (2017)
- The Neon Demon (2016)
- Day Out of Days (2015)
- Selma (2014)
- A Most Violent Year (2014)
- American Hustle (2013)
- Devil's Knot (2013)
- Ginger & Rosa (2012)
- Janie Jones (2010)
- Howl (2010)
- Coco før Chanel (2009)
- Mål! 3 (2009)
- Who Do You Love (2008)
- $5 a Day (2008)
- The Eye (2008)
- The Girl in the Park (2007)
- Grace Is Gone (2007)
- Mål! 2 (2007)
- The Darwin Awards (2006)
- The Sisters (2006)
- Turning Green (2005)
- Hjem, kære hjem! (2005)
- Goal! (2005)
- Junebug (2005)
- The Clearing (2004)
- Carolina (2003)
- Laurel Canyon (2002)
- Jurassic Park III (2001)
- Love's Labour's Lost (2000)
- Timecode (2000)
- Mansfield Park (1999)
- Reach the Rock (1998)
- Face/Off (1997)
- Det man ikke ved (1997)
- Den perfekte plan (1999)
- I Want You (1998)
- Ringen (1996)